# Tallarol del Rwenzori
El tallarol del Rwenzori (Sylvia atriceps) és una espècie d'ocell de l'ordre dels passeriformes i de la família dels sílvids. Es troba a les muntanyes Rwenzori, a l'Àfrica central. El seu estat de conservació es considera de risc mínim.

## Taxonomia
Anteriorment va arribar a ser considerat coespecífic amb el tallarol d'Abissínia, però va ser segmentat en una nova espècie. Aleshores estava situat dins del gènere monotípic Pseudoalcippe. Però el Congrés Ornitològic Internacional, en la seva llista mundial d'ocells (versió 10.2, 2020) traslladà aquestes dues espècies al gènere Sylvia, prenent per base els resultats de diversos estudis.